# Jerry March
Jerry March (* 1. August 1929 in Brooklyn; † 25. Dezember 1997) war ein US-amerikanischer Chemiker und bekannter Fachbuchautor.
Jerry March studierte Chemie und erhielt im Jahr 1951 den akademischen Grad B.S. vom City College und im Jahr 1953 den Master Grad vom Brooklyn College. 1956 wurde er an der Penn State University zum Ph. D. promoviert. Später wurde er Professor für organische Chemie an der Adelphi University in  New York. Jerry March ist Autor des bekannten Standardlehrbuchs March's Advanced Organic Chemistry. Er starb am 25. Dezember 1997 an Bauchspeicheldrüsenkrebs. Er war verheiratet und hinterließ drei Kinder.

## Publikationen (Auswahl)
- Problems in advanced organic chemistry, New York, M. Dekker, 1971, ISBN 082-4-71449-0
- General chemistry, New York : Macmillan, 1979, ISBN 002-3-75860-0
- Advanced organic chemistry : reactions, mechanisms, and structure, New York : Wiley, 1985, ISBN 047-1-88841-9
- Introduction to general, organic & biochemistry, New York : Saunders College Publications, 1991, ISBN 003-0-30928-X